# (1412) Lagrula
(1412) Lagrula – planetoida z pasa głównego asteroid okrążająca Słońce w ciągu 3 lat i 109 dni w średniej odległości 2,21 au. Została odkryta 19 stycznia 1937 roku w Algiers Observatory w Algierze przez Louisa Boyera. Nazwa planetoidy pochodzi od Joanny-Philippe’a Lagruli (1870–1941), francuskiego astronoma oraz dyrektora obserwatoriów w Quito i w Algierze. Przed nadaniem nazwy planetoida nosiła oznaczenie tymczasowe (1412) 1937 BA.